# Кілон
Кілон (грец. Κύλων) — давньогрецький політик, афінянин. Походив із впливового роду евпатридів. Був одружений з дочкою мегарського тирана Феагена. Переміг у подвійному бігу на змаганнях 35-ї Олімпіади (640 до н. е.).

## Змова Кілона
Розраховуючи на підтримку народу, пригніченого евпатридами, і на допомогу з боку тестя, Кілон вирішив встановити тиранію в Афінах. Від Дельфійського оракула він отримав раду зайняти Акрополь «у найбільше свято Зевса». Побачивши в цьому вказівку на олімпійське свято, що мало для нього, як олімпіоніка, ще особливе значення (тоді як, за словами Фукідіда, в Аттиці головним святом Зевса були Діасії), він, із настанням цього свята, з натовпом однолітків і збройним загоном, надісланим від Феагена, захопив Акрополь. Народ, одностайно об'єднавшись під проводом архонта Мегакла, сина Алкмеона, взяв в облогу Акрополь і примусив змовників здатися від спраги і голоду. Сам Кілон з братом встиг таємно втекти, прихильники їх шукали захисту у вівтарів, але як тільки вони, отримавши обіцянку пощади та покинувши священне місце, обіцянка була порушена, і більшість їх перебито.
Згодом народ розкаявся і довго відчував тяжкість злочину, вбачаючи, що лихо і невдачі стали покаранням за образу святині. Рід Алкмеонідів, що стояв на чолі цієї справи, був вигнаний за межі Аттики, і навіть кістки померлих його членів вириті з могил. Афіняни заспокоїлися лише тоді, коли, через кілька років, запрошений з Криту жрець Зевса і віщун Епіменід релігійними обрядами очистив місто. Хоча Алкмеоніди згодом повернулися в Афіни, але пам'ять про Кілонове прокляття (Κυλώνειον άγος), що тяжіла над ними, жила довго. Вони знову були вигнані за правління Пісістрата, потім у 508 та ще в 431 до н. е. Перед початком Пелопоннеської війни спартанці вимагали вигнання Перікла як нащадка Алкмеонідів по матері.
Змову Кілона до кінця XIX століття відносили до періоду після введення законодавства Драконта, близько 40-й або 42-ї Олімпіади (620 або 612 до н. е.), але за знайденими творами Арістотеля встановлено, що вона передувала законодавству Драконта, яке звичайно приурочується до 624 до н. е.